# Ronnigeria
Ronnigeria är ett släkte av svampar. Enligt Catalogue of Life ingår Ronnigeria i familjen Leptopeltidaceae, ordningen Microthyriales, klassen Dothideomycetes, divisionen sporsäcksvampar och riket svampar, men enligt Dyntaxa är tillhörigheten istället familjen Leptopeltidaceae, klassen Dothideomycetes, divisionen sporsäcksvampar och riket svampar.
|            | Leptopeltis                          |
|            |                                      |
| Ronnigeria | \| \| Ronnigeria arctica \| \| \| \| |
|            | \| \| Ronnigeria arctica \| \| \| \| |
|            | Nannfeldtia                          |
|            |                                      |
|            | Leptopeltopsis                       |
|            |                                      |
|            | Dothiopeltis                         |
|            |                                      |
|            | Staibia                              |
|            |                                      |
|            | Phacidina                            |
|            |                                      |
|            | Ronnigeria arctica                   |
|            |                                      |

|  | Ronnigeria arctica |
|  |                    |